# Parinacota
Parinacota és un volcà situat a la frontera entre Bolivia i Xile a la regió d'Arica i Parinacota de Xile i al Departament d'Oruro de Bolívia als Andes. Aquest estratovolcà culmina a 6348 m sobre el nivell del mar.
Amb el Pomerape forma els Nevados de Payachatas, antics déus per als habitants de l'Altiplà andí, tant bolivians com xilens.
La primera ascensió va ser el 12 de desembre de 1928 pel bolivià Carlos Terán i l'austríac Joseph Prem.
Un camí surt del poble de Parinacota i s'enfila a una altitud de 5000 m al flanc sud-oest del volcà. Aquesta caminada és d'uns 35 a 40 km d'anada i tornada. Les aproximacions a la frontera boliviana estan minades a la banda xilena, es recomana fortament no deixar el camí i es recomana consultar a la CONAF a Putre.

## Galleria

Parinacota i Pomerape, els Nevados de Payachata
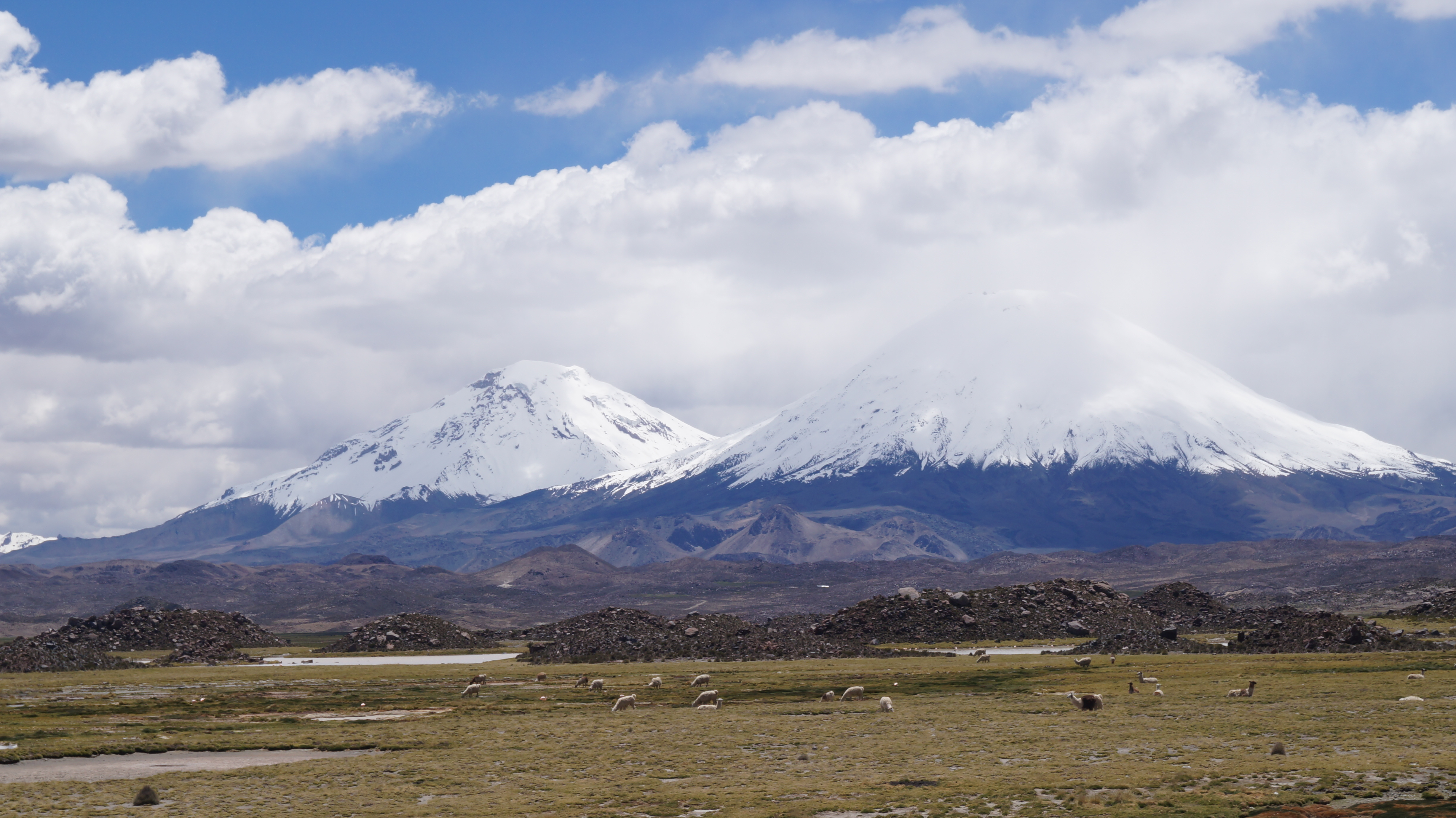
Parinacota a la dreta i Pomerape a l'esquerra
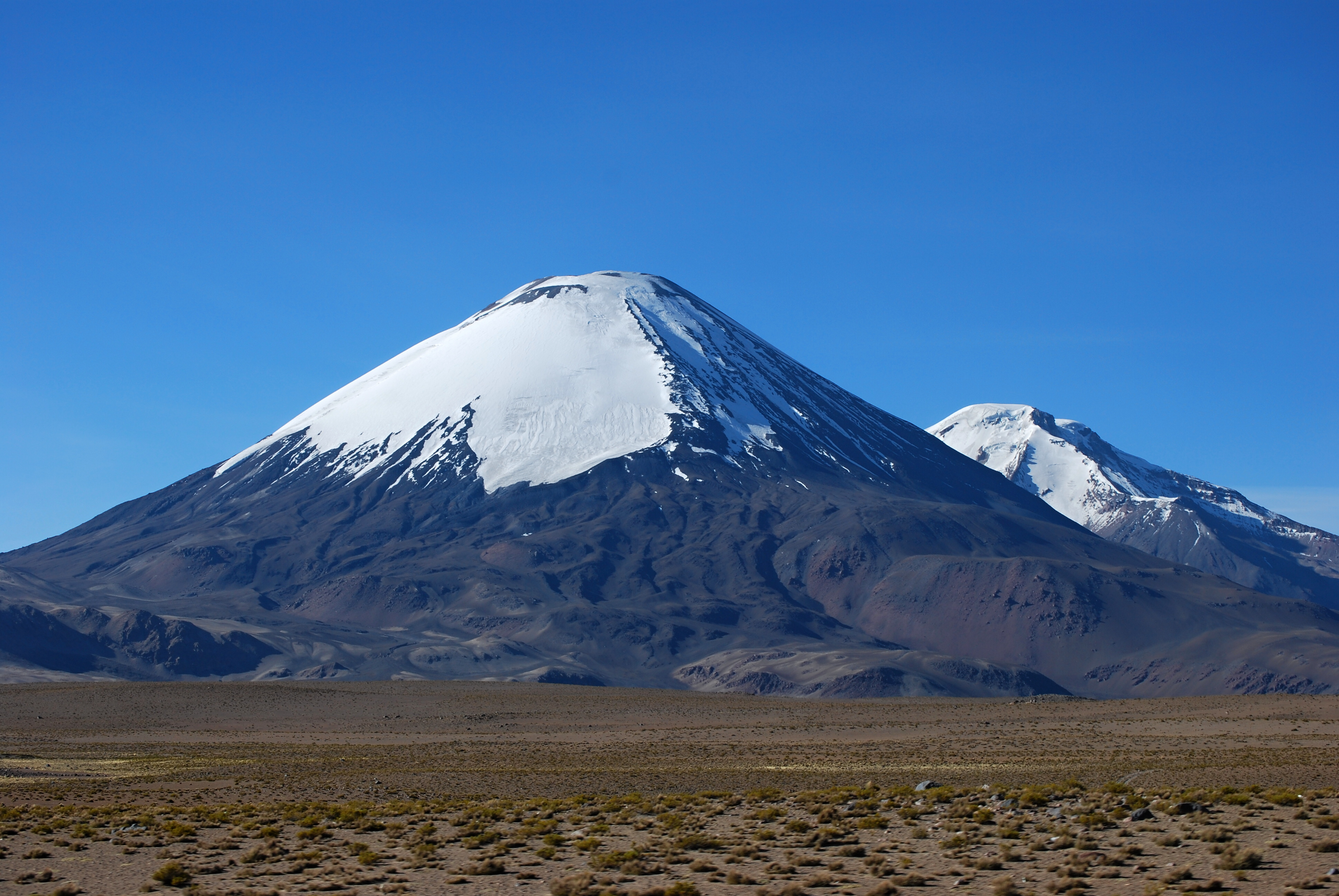
Parinacota i Pomerape
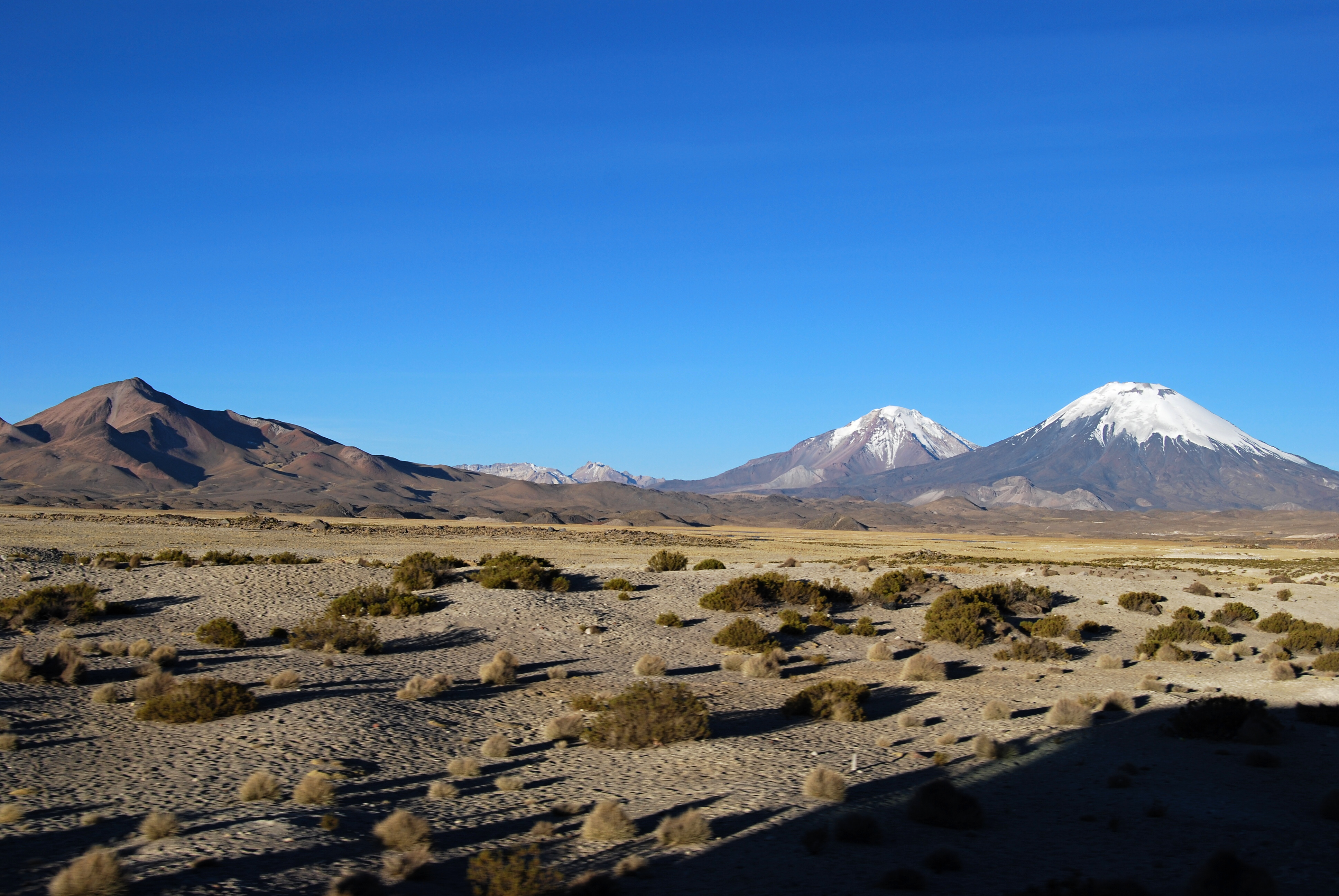
Parinacota a la dreta i Pomerape al centre
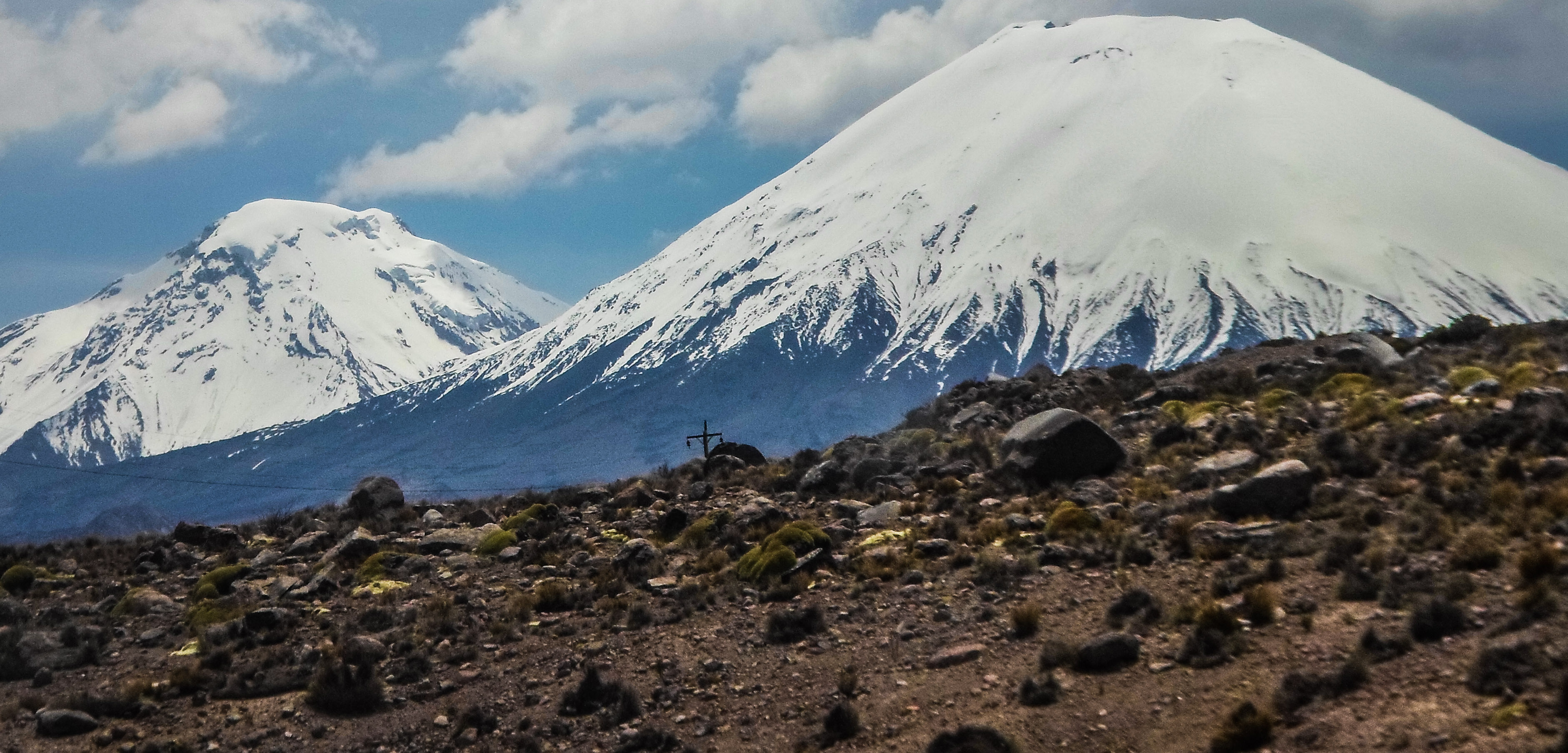
Parinacota, a l'esquerra del Pomerape
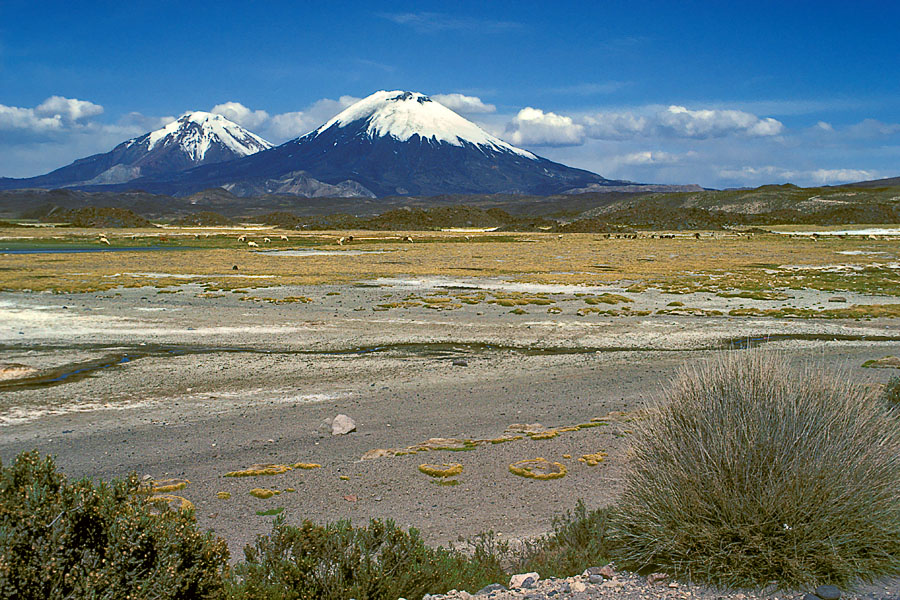
Parinacota, a l'esquerra del Pomerape